# Aérobactine
L'aérobactine est un sidérophore produit par Escherichia coli, une entérobactérie pathogène dont elle constitue un facteur de virulence. Cette bactérie l'utilise pour s'approprier le fer ferrique Fe3+ des environnements pauvres en fer, tels que l'appareil urinaire.
L'aérobactine est synthétisée par oxydation de la lysine sous l'effet de l'aérobactine synthase (en). Le gène qui code cette enzyme se trouve dans l'opéron aérobactine, qui mesure environ 8 kbp et peut contenir 5 gènes ou davantage.
Yersinia pestis possède des gènes codant la synthèse de l'aérobactine mais ils ont été inactivés par mutation décalante (en), de sorte que cette bactérie ne peut plus synthétiser ce sidérophore — elle produit en revanche de la yersiniabactine.